# Ireland Island South
Ireland Island South är en del av en ö i Bermuda (Storbritannien).   Den ligger i parishen Sandys, i den västra delen av landet, 6 km väster om huvudstaden Hamilton.